# France 3 Nouvelle-Aquitaine
Ne doit pas être confondu avec France 3 NoA.

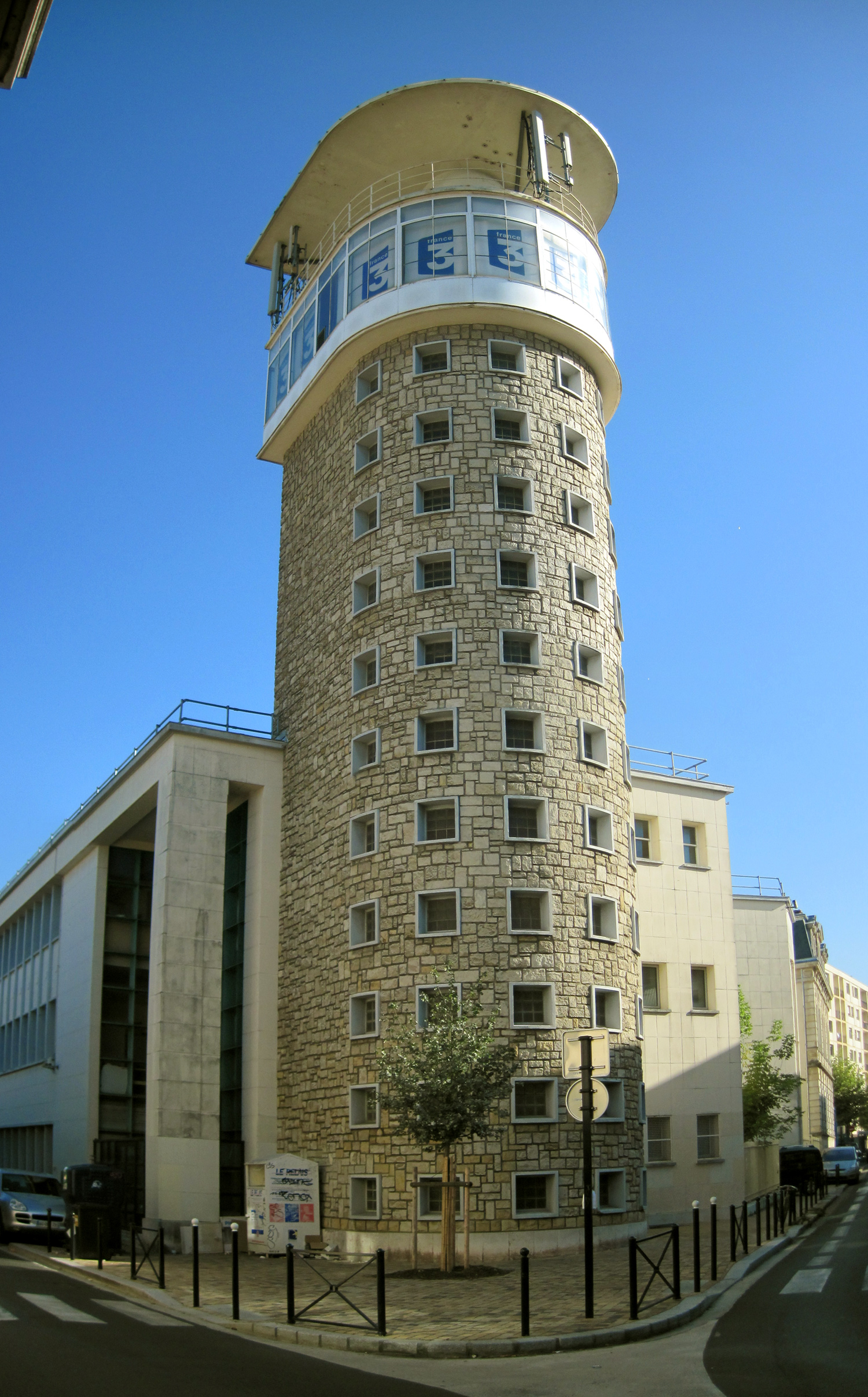
Siège France 3 Nouvelle-Aquitaine à Bordeaux

France 3 Nouvelle-Aquitaine est l'une des 13 directions régionales et territoriales de France 3 (groupe France Télévisions) regroupant trois antennes de proximité de Nouvelle-Aquitaine : France 3 Aquitaine, France 3 Limousin, France 3 Poitou-Charentes ainsi que la chaîne régionale France 3 NoA.

## Histoire
Pour se conformer au nouveau découpage administratif, issu de la réforme territoriale de 2014 et à la volonté de doubler le temps d'antenne des programmes régionaux, la direction de France Télévisions annonce, le 15 décembre 2016, une réorganisation de son réseau régional pour le 1er janvier 2017. Les 4 pôles de gouvernance, provenant du découpage de 2009, sont abandonnées au profit de 13 directions régionales, correspondant aux limites administratives des régions de la réforme territoriale de 2014. Les 24 antennes de proximité sont maintenues au sein des 13 directions régionales,. 
Le 1er janvier 2017, la direction régionale de France 3 Nouvelle-Aquitaine est créée, regroupant les antennes de proximité France 3 Aquitaine, France 3 Limousin et France 3 Poitou-Charentes. Elle est dirigée par Fabrice Goll  . Le délégué à l’antenne et aux programmes est Jean François Karpinsky.
Le 11 septembre 2018 est lancée la nouvelle chaîne France 3 NoA. Créée dans le cadre d'un Contrat d'objectifs et de moyens entre France Télévisions et la Région Nouvelle-Aquitaine, cette nouvelle chaîne diffuse un programme 100% régional sur internet et les box.

## Missions
La direction régionale sert à la création de contenus audiovisuels pour les trois antennes de proximité appelés à se développer à l'avenir, mais une autonomie éditoriale est maintenue pour les antennes locales (journaux télévisés du 12/13 et du 19/20). Dans le cadre de ce changement, France 3 Nouvelle-Aquitaine mutualise sur son site internet les contenus diffusés sur France 3 Aquitaine, France 3 Limousin et France 3 Poitou-Charentes et traite de l'information de la région en temps réel.

## Identité visuelle

Logo de France 3 Nouvelle-Aquitaine du 1er janvier 2017 au 29 janvier 2018 .
Logo de France 3 Nouvelle-Aquitaine depuis le 29 janvier 2018.